# Julien Donada
Julien Donada, né le 27 juillet 1969, est un scénariste français, réalisateur de fictions et de documentaires .

## Filmographie
- 1998 : La Part des choses, avec Camille Japy, Aurélia Petit
- 2002 : L'Odeur du melon dans la poubelle, avec Artus de Penguern
- 2003 : À San Remo avec Daniel Duval, Claude Jade
- 2007 : Hôtel Provençal, été 76, avec Gabrielle Lazure
- 2009 : Un hommage à 6 mètres avant Paris, photographies d'Eustachy Kossakowski[1]
- 2012 : Beau rivage, avec Daniel Duval, Chiara Caselli